# Zuzana Karasová
Zuzana Karasová (* 24. října 1954 Bratislava) je slovenská spisovatelka a historička umění.

## Životopis
Vystudovala a v roce 1984 promovala na Filozofické fakultě Univerzity Komenského v oboru věda o výtvarném umění. Její specializací byla po dlouhé období architektura devatenáctého století a památková péče. Tomuto tématu zůstala věrná i ve své počáteční publikační činnosti. Později, kdy působila coby lektorka v Slovenské národní galerii, obohatila své odborné zaměření o vizuální umění a hlasový projev. V roce 1999 byla přijata na stejné fakultě, kterou ve svém mládí studovala, na postgraduální studium, jež ale z osobních důvodů nedokončila. Část její rigorózní práce o stavbách a dostavbách věží ovšem roku 2000 otiskl časopis ARS.

## Tvorba
V roce 2003 se rozhodla psát a publikovat výhradně v anglickém jazyce. O dva roky později (2005) vyšla její knižní prvotina Personal Prison Letters or Mooning over the Garden („Soukromé vězeňské listy nebo blouznění o ráji“). Kniha je napsána ve formě nedatovaných dopisů adresovaných autorce z nejmenovaného amerického vězení.
Druhá kniha Zuzany Karasové nazvaná Lucy's Uncommon Companion („Luciin neobvyklý společník“) je román, jehož děj se odehrává koncem 19. století v Anglii. Je tu vykresleno více než deset postav a samotná autorka se účastní děje jako chůva dívky Lucie.
Obě knihy Zuzany Karasové jsou doprovozeny jejími vlastními ilustracemi. Návrhy obálek těchto publikací také pocházejí z autorčiny dílny, neboť ta se kromě psaní věnuje též malbě obrazů a kreslení. Kromě jména Zuzana Karasová používá u svých děl také jméno Zuzana „Q“ Karasová.